# Lotte Munk
Lotte Munk (Hals, 8 oktober 1969) is een Deense actrice.

## Biografie
Munk studeerde in 1995 af aan de dramaschool van de Aarhus Theatre in Aarhus.
Munk begon in 1998 met acteren in de film Idioterne, waarna zij nog meerdere rollen speelde in films en televisieseries.

## Filmografie

### Films
Uitgezonderd korte films.
- 2012 Hvidsten gruppen - als Erna Larsen
- 2008 MollyCam - als politieagente Kone
- 2007 De fortabte sjæles ø - als Magenta
- 2005 Familien Gregersen - als Festgæst
- 1998 Idioterne - als Britta

### Televisieseries
Uitgezonderd eenmalige gastrollen.
- 2013 The Bridge - als Caroline Brandstrup - 10 afl.
- 2009 Forbrydelsen - als Lisbeth Thomsen - 2 afl.
- 2004 Ørnen: En krimi-odyssé - als Dorte Lund Olsen - 3 afl.